# Aquatic club hyérois
L'Aquatic club hyérois est un club de natation français de la ville d'Hyères (Var) fondé en 1970 lors de la construction du bassin couvert de la piscine municipale. Anciennement OSH natation (Omni sports hyérois natation), il devient l'Aquatic club hyérois en 1985. Communément appelé "ACH" par ses membres ou "AC Hyères" sur la plateforme extranat de la Fédération française de natation, c'est une association type loi de 1901 gérée par des bénévoles, qui emploie des entraineurs chargés du développement de la pratique de la natation. L'association utilise le complexe aquatique municipal de la commune d'Hyères pour déployer ses activités. 
En 2024, l'Aquatic club hyérois cumule 22 titres de Champion de France toutes catégories, 29 sélections en équipe de France et 1 sélection en équipe de France olympique lors des Jeux de Beijing 2008 avec Joanne Andraca qui participe à la compétition sur le 400 quatre nages. Elle détient entre 2008 et 2015 le record de France sur la distance à égalité avec Camille Muffat en 4:38:23. En juillet 2017 le jeune Hugo Sagnes, alors sociétaire du club, se fait remarquer en remportant la médaille d'or du Festival olympique de la jeunesse européenne 2017 à Gyor en Hongrie sur le 400 mètres nage libre avec un chrono de 3:51.98 battant de 2 secondes 57 centièmes la meilleure performance française 16 ans établie par Yannick Agnel. 
En 2016, l'ACH obtient le label national de la part de la Fédération française de natation (FFN) confirmant les compétences du club dans le développement de la natation de compétition, la formation des entraineurs et des officiels. Depuis 2018, dans le cadre du plan de performance fédéral de la FFN, l'ACH héberge une structure CAF (centre d'accession et de formation) dont l'objectif est de permettre à de jeunes nageuses et nageurs d'accéder au haut niveau national et international dans leur sport. 
En 2021, la direction du club a été renouvelée avec l'élection à la présidence de Nicolas Rostoucher, ancien nageur de haut niveau qui a participé aux Jeux Olympiques de Sydney 2000, Athènes 2004 et Beijing 2008.  

## Historique

### Contexte de création d'un club de natation à Hyères
C'est dans les années 1970 que le club développe ses premières actions autour de l'apprentissage de la natation. Les Trente glorieuses voient la poursuite de l'essor de la société des loisirs dans les classes moyennes et populaires et la construction de piscines, dans un contexte de relative prospérité économique, devient "un indispensable des équipements municipaux". Si la ville d'Hyères a abrité la première piscine privée couverte de France construite par Robert Mallet-Stevens dans les années 1930 pour Charles et Marie-Laure de Noailles dans leur villa sous le château d'Hyères, la cité, comme l'immense majorité des communes françaises, ne possède pas de bassin de nage ouvert au public. Sur la Côte d'Azur, comme sur les autres portions du littoral français qui ont vu se développer le tourisme aristocratique de la fin du XVIIIe siècle au début du XXe siècle, "l'art de nager" s'est longtemps résumé aux "bains de mer" à visée thérapeutique dans les milieux aisés. En 1849 un projet prévoit la création d'une maison de santé avec plage attenante pour enfants et adolescents sur la plage du Ceinturon à l'Ayguade. En 1907 dans le quartier de la Plage est inauguré l'Institut hélio-marin de la Côte d'Azur avec pour premier objectif d'être un sanatorium. Ces premiers « touristes » ne fréquentent la ville qu'en période hivernale avant tout pour y profiter des températures clémentes et pour y soigner diverses pathologies respiratoires. L’Écho d'Hyères et de Saint-Tropez indique en 1863 que le nombre d'habitants du littoral qui "prennent des bains de mer...est malheureusement très minime". Pour l'historien Alain Corbin, les premiers baigneurs de cette "préhistoire de la natation" sont par ailleurs loin d'une pratique "pour filer entre deux eaux"; ils recherchent une confrontation physique et presque héroïque avec la mer dans la pratique de la "nage à la lame" qui consiste à vaincre comme un défi le risque de noyade par des mouvements brusques et violents censés dynamiser les muscles et renforcer la virilité. En 1899, l'Union sportive hyéroise organise une compétition, évènement isolé destiné à une petite élite privilégiée. La démocratisation du déplacement dans l'eau à la seule force des membres dans une approche récréative ne s'effectue véritablement qu'après 1936 avec l'apparition des congés payés. À Hyères, à la belle saison, des clubs nautiques comme le club de l'Ayguade-Ceinturon, accueillent dans les années 1930 les jeunes des environs pour de premiers apprentissages en bordure de plage mais ces pratiques restent encore confidentielles.
Au milieu du XXe siècle, pour la majorité des individus, l'accès à l'eau pour apprendre à nager n'est pas habituel y compris dans les zones littorales méditerranéennes. Une étude de Santé publique France sur la capacité à nager en population générale révélait en 2017 que près d'un Français sur six n'était pas capable d'exécuter les gestes simples (flotter, gérer sa respiration, faire quelques brasses pour éviter la noyade). Parmi ces Français on relève une surreprésentation des populations nées au milieu du XXe siècle et particulièrement des femmes: 52% des femmes de plus de 65 ans ne savent pas nager contre 26% chez les hommes de la même tranche d'âge.  Ainsi à Hyères après 1945, malgré 21 kilomètres de plage et le développement du tourisme de masse estival, l'aisance aquatique est encore à construire pour une majorité de la population. Les noyades par ailleurs ne sont pas rares dans le secteur y compris chez les matelots.
Il faut véritablement attendre 1970 pour que démarre un apprentissage de la natation sportive lorsque la municipalité du maire Jacques Pillement  inaugure une piscine municipale dans le quartier du parc Olbius Riquier. Le contexte est particulièrement favorable: le mauvais bilan de la France en natation aux Jeux Olympiques de Mexico en 1968 provoque une prise de conscience de la part des pouvoirs publics de la nécessité d'accentuer la promotion de la natation auprès du grand public, scolaire en particulier. Par ailleurs une série de noyades tragique en 1968, dans un centre aéré de la Loire et sur le lac Léman, choque l'opinion et incite au lancement d'un programme national ambitieux d'équipements. En 1969 le "plan 1000 piscines" démocratise l'accès aux bassins qui ne sont désormais plus réservés aux seules capitales régionales. Dans le Sud-Est, de Marseille à Nice en passant par Toulon, de nouvelles piscines apparaissent dans le paysage urbain.

### Naissance du club et premiers résultats
Dans le nouveau bassin, les premières activités nautiques du club se déroulent dans le cadre de l'Omni Sports Hyérois, une association sportive municipale qui regroupe sous une même bannière différentes activités sportives de l'athlétisme à la natation. Pour la première fois dans la commune des cours de natation sont ouverts au grand public toute l'année. Jean-François Blanchard maître-nageur et premier directeur technique  du club de 1970 à 1986, organise et perfectionne le contenu des séances d'entrainement dans l'eau. La présence d'un bassin communal, de maîtres-nageurs et d'un club municipal vont ainsi grandement participer à l'interruption des pratiques d'apprentissage de la natation à terre sous forme de "gymnastique"  mémorisant et mimant la coordination des mouvements de la brasse et souvent mises en place dans les écoles jusque dans les années 1960 faute d'accès facilité et régulier à un milieu aquatique.
Avec un souci particulier de construction de la performance chiffrée dans les groupes qu'il encadre, Jean-François Blanchard, surnommé "Jeff" par les adhérents du club, permet, en quelques années le passage de nageurs et de nageuses du club à un niveau national et international. Frédéric Barale fait partie de ses nageurs entrainés au club dans les années 1970 dans ce nouveau contexte. Il se distingue en 1978 par une sélection en équipe de France Espoirs et poursuivra une riche carrière en dehors du club en tant que cadre technique national,(entrainant notamment Solène Figuès et Coralie Balmy) et en tant qu'expert auprès de la FINA pour le développement de la natation sur le continent africain.
En 1986, l'engouement populaire autour de la natation synchronisée pousse à la création d'une section dédiée à ce sport au sein du club, cette dernière  prendra son indépendance à partir de 1989 avec la fondation du "Hyères natation synchronisée" pour devenir en 2021 le « Hyères natation artistique ».
Les bons résultats du club permettent d'attirer à partir de 1987 un grand nom de la natation française, Pierre Andraca, multiple champion de France et membre de l'équipe de France en 1976 aux Jeux olympiques de Montréal  et en 1980  à Los Angeles. Fort de son expérience du très haut niveau et de sa connaissance de l'entrainement à l'américaine (il était parti s'entrainer en Californie et en Arizona), il succède à Jean-François Blanchard en occupant le poste de directeur technique du club jusqu'en 1995. Son épouse Annick de Susini, ancienne brasseuse membre de l'équipe de France lors des olympiades de Montréal en 1976 et de Moscou en 1980, lui succède de 1995 à 2020. 

### Années 1995-2020: la confirmation du club au haut niveau
Avec Annick de Susini les entrainements du groupe dit "national" s'intensifient, une classe sport étude au collège Marcel Rivière voisin et quelques aménagements horaires au lycée permettent d'accentuer la préparation physique et de normaliser des séances dans l'eau en biquotidien, préalables devenu nécessaire à toute accession au haut niveau. Un travail qui donne d'importants résultats au club en bassin, en eau libre, sur la scène nationale mais aussi internationale. Annick de Susini entraine en particulier sa fille Joanne Andraca au club qui obtient une qualification pour les Jeux Olympiques de Beijing en 2008.
La formation organisée par Annick de Susini marque le club dans la durée, elle demeure au poste de directeur technique pendant 25 ans ; période d'une longueur remarquable particulièrement pour une femme dans le milieu très masculin de l'entrainement de haut niveau. Si depuis 2022 le Comité International Olympique cherche à promouvoir la place des femmes au poste d'entraineur dans le très haut niveau olympique, la démarche est récente et le nombre de femmes concernées par le programme de soutien est encore modeste - une centaine à travers le monde dans 44 pays. Au JO de Tokyo  en 2020, les femmes entraineurs ne représentent que 13 % de l'ensemble de la délégation des entraineurs. Cette sous-représentation à l'échelle de l'olympisme se décline au niveau des fédérations nationales. Dans la natation française en 2023, les femmes entraineurs sont encore rares et lorsqu'elles pratiquent ce métier dans les clubs, elles s'occupent généralement prioritairement des groupes de jeunes enfants dans l'accoutumance aquatique, la formation initiale des jeunes nageurs dans l'accession à la compétition, les groupes loisirs. En 2004, dans une étude pionnière en France, le sociologue Gilles Vieille-Marchiset a proposé une première typologie des figures féminines dans les postes décisionnels du sport à partir d'entretiens menés dans le milieu associatif de Franche-Comté: "la militante associative", "la dirigeante de circonstance" et "la passionnée d'une discipline sportive". La présence d'Annick de Susini entrainant le groupe "national" de l'ACH dès 1995 illustre particulièrement l'"exception féminine" ciblée et analysée par ce chercheur.
Dans les années 2010, outre Hugo Sagnes, le club se distingue par ses résultats chez les filles : papillon, demi-fond, eau libre ; des performances d'envergure nationale, voire internationale sont effectuées.
En 2010, l'ACH accentue aussi sa présence dans la vie sportive hyéroise et sur la discipline de la nage en eau libre en organisant entre 2010 et 2016  la Travers'Hyères. Évènement populaire qui permet de relier à la nage l'île de Porquerolles à la presqu'île de Giens, il attire jusqu'à 500 nageurs en 2016 et intègre le circuit de la coupe de France de natation en eau libre.
Comme dans de nombreux clubs qui développent une pratique sportive tournée vers la performance pour un groupe élite restreint, les sociabilités au sein de l'association sportive se transforment. L'historien du sport Thierry Terret a mis en avant les mutations des formes de sociabilités en natation lorsque l'objectif de performance et de résultat se fait plus présent dans un club. À partir des années 1990, l'Aquatic Club Hyérois est confronté aux enjeux de cette mutation dans son mode de fonctionnement. La pratique de la natation comme « occasion de convivialité où la compétition sportive intéresse moins que la réunion amicale » se superpose à un objectif de performance qui nécessite « une quête du nombre (d'adhérents), illustrée en particulier par un étirement des licenciés vers les tranches d'âge les plus basses ». Le rôle du comité directeur de l'ACH est de veiller au juste équilibre de l'association entre demande légitime de sociabilité conviviale et sportive de la part d'une partie importante des adhérents et les exigences de l'accession au haut niveau.

### Difficultés et renouveau
En 2020-2021 l'ACH traverse une période difficile. Le départ d'Annick de Susini donne lieu à des tensions importantes dans le club qui traverse des difficultés financières accentuées par la pandémie de Covid 19. À partir de mars 2020 les confinements successifs conduisent à la fermeture totale, puis partielle du complexe aquatique municipal provoquant l'annulation des compétitions et l'empêchement de la pratique de la majorité des adhérents dont une partie demande le remboursement des cotisations. Depuis 2021-2022, avec la fin progressive des restrictions sanitaires, l'objectif du Comité directeur est de retrouver le niveau des adhérents que le club comptait avant la pandémie, de continuer à proposer une offre large pour satisfaire des profils de sportifs de divers âges, niveaux, objectifs (accoutumance aquatique, école de natation, pratique loisir, compétition, natation handisport, stages vacances).
Pour relever ces défis le comité s'appuie sur ses entraineurs historiques mais a aussi renouvelé une partie de son équipe. Outre l'arrivée de Nicolas Rostoucher à la présidence en 2021, un nouveau responsable technique est nommé. Clément Becq, ancien nageur de haut niveau a reçu la mission "de développer la natation de haut niveau tout en assurant de respecter la mission d'intérêt public d'apprentissage de la natation pour tous". En 2022, le comité directeur étoffe son équipe en intégrant l'ancienne nageuse et médaillée olympique au JO de Londres 2012 Ophélie-Cyrielle Étienne.
En 2023, comme dans les années 1980 et 1990, l'ACH se distingue par le présence dans son équipe d'anciens sportifs de haut niveau. L'investissement d'anciens nageurs dans le monde des clubs n'est pas un cas isolé, y compris sur la Côte d'Azur.  Le sociologue Gilles Vieille Marchiset évoque comme fréquent en 2015 l'itinéraire de sportifs de haut niveau qui, après leur carrière, cherchent à "rendre ce qu'ils ont reçu en devenant entraineurs, arbitres, dirigeants". 
L'ACH se révèle être à l'image du monde sportif associatif, également fortement marqué par cette dynamique du "donner, recevoir et rendre" dans l'investissement de nombreux bénévoles souvent parents de nageurs qui participent au fonctionnement quotidien du club. Grâce aux compétences techniques qu'ils peuvent apporter ou aux réseaux personnels qu'ils peuvent mobiliser, les bénévoles de l'ACH assurent toute l'année transports de nageurs, arbitrage de compétitions, participation au comité directeur, site internet, photographies, secrétariat, réseaux sociaux, infographie, buvette... 
Depuis 1970, les missions du club dans le développement de la pratique de la natation voient se superposer différents enjeux : sociabiliser la jeunesse, faire vivre l'idéal démocratique (de la natation pour tous à la confrontation réglementée qu'est la compétition) et explorer de nouvelles approches de la performance rendues possibles par les mutations du rapport au corps de la société. 